# Liste antiker Ortsnamen und geographischer Bezeichnungen/Ky
| Lateinischer Name | Griechischer Name | Beschreibung    | Heute | Quellen und Verweise | Lage |
| ----------------- | ----------------- | --------------- | ----- | -------------------- | ---- |
| Kyme              | Κύμη              | Stadt auf Euböa | Kymi  |                      |      |
| Kyme              |                   | siehe Cumae     |       |                      |      |
| Kyme              |                   | siehe Cyme      |       |                      |      |